# Solveig Horne
Solveig Horne, født 12. januar 1969 i Haugesund, er en norsk politiker (Fremskrittspartiet). Hun var valgt til Stortinget for Rogaland fra 2005 til 2021. Ved Stortingsvalget 2017 var hun den første kandidat for fremskridtspartiet i Rogaland. Hun var minister for børn, ligestilling og inkludering i Regeringen Solberg fra 2013 til 2016, og minister for børn og ligestilling fra 2016 til 2018.